# Liste des établissements scolaires du réseau de la Mission laïque française

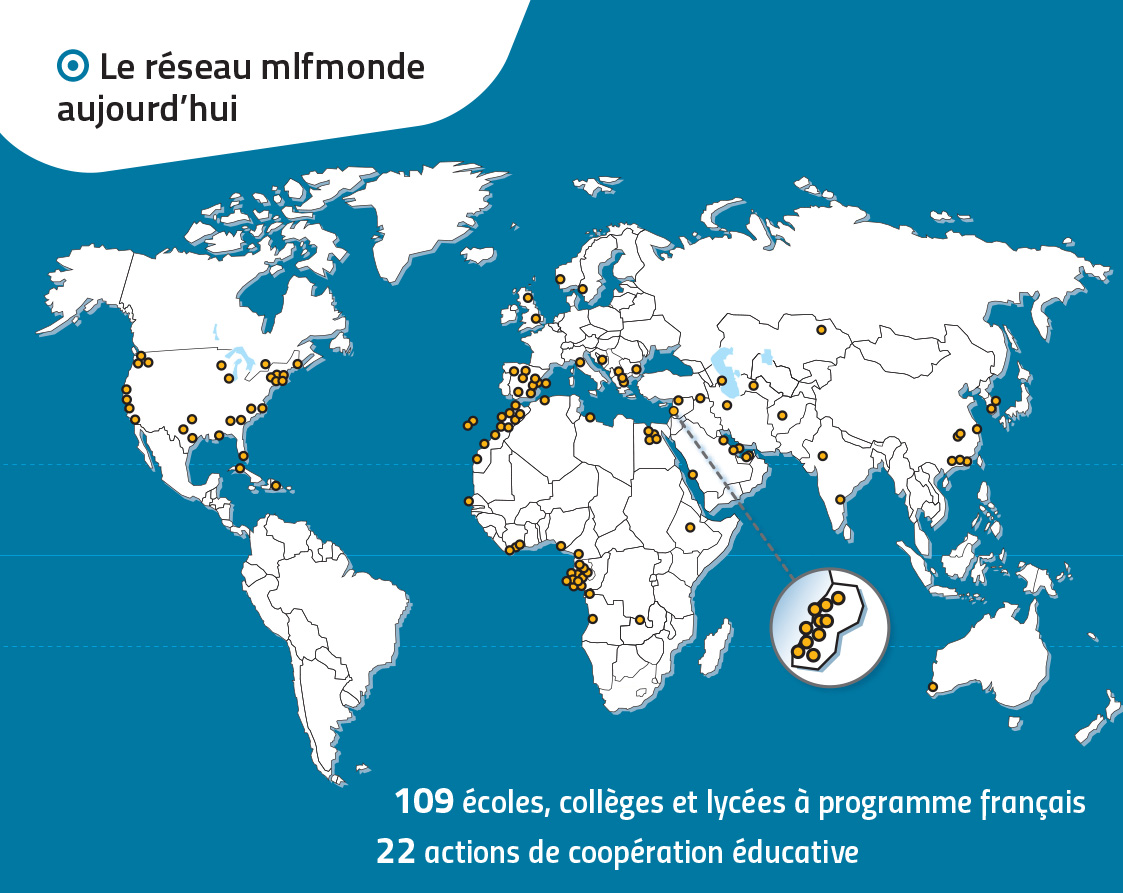
Le réseau mlfmonde en 2017.

Cet article dresse la liste des établissements scolaires du réseau de la Mission laïque française, également appelé réseau mlfmonde, qui, en 2017, scolarisait, dans 38 pays, environ 60 000 élèves suivant un enseignement laïque, plurilingue et interculturel dans 109 écoles, collèges ou lycées à programme français,.

## Le réseau mlfmonde

Le logo de la Mission laïque française OSUI.

Inscrit pour près d'une centaine d'entre eux dans le grand réseau des établissements scolaires d'enseignement français à l’étranger homologués par le ministère de l'Éducation nationale et piloté par l'AEFE, le réseau de la Mission laïque française (Mlf) comporte 109 établissements scolaires répartis dans 38 pays, dont 35 établissements en pleine responsabilité, 53 établissements partenaires et 21 écoles d'entreprise, auxquels s'ajoutent 19 actions de coopération éducative dans 9 pays.
Le réseau est historiquement implanté sur le pourtour méditerranéen où se concentrent 56 % des élèves : 40 établissements en Algérie (1), Bosnie-Herzégovine (1), Égypte (4), Espagne (11), Grèce (1), Italie (1), Liban (10) et Maroc (11). Six grandes zones géographiques définissent des réseaux secondaires qui possèdent leurs propres équipes de coordination : Amérique du Nord (24 établissements), Égypte (4 établissements), Espagne (11 établissements), Liban (10 établissements), Maroc (11 établissements gérés par l'OSUI,) et Pays du Golfe (7 établissements).
Les 3 plus grands établissements du réseau, totalisant ensemble plus de 15 % des effectifs, sont le Lycée français international Louis-Massignon de Casablanca (environ 4 400 élèves), le Grand lycée franco-libanais de Beyrouth (3 500 élèves) et le Lycée français international de l’AFLEC à Dubaï (2 300 élèves). Les 3 plus anciens sont l'École française de Thessalonique (1906), le Grand lycée franco-libanais de Beyrouth (1909) et le Lycée Abdel-Kader de Beyrouth (1910).
Les 60 000 élèves du réseau, 63 % de nationaux, 21 % de français et 13 % de tiers, se répartissent à 62 % dans le primaire, 25 % au collège et 13 % au lycée. Le taux de réussite au diplôme national du brevet est de 96 % et celui du baccalauréat de 95 %.

## La liste des établissements
| Pays                | Ville                   | Nom                                                        | Effectif | Date         | Catégorie                       |
| ------------------- | ----------------------- | ---------------------------------------------------------- | -------- | ------------ | ------------------------------- |
| Algérie             | Alger                   | Petite école d’Hydra – Mlf                                 | 170      | 2011 (2013)  | École d'entreprise              |
| Angola              | Caxito                  | École Eiffel de Caxito                                     | 136      | 2009 (2010)  | Action de coopération éducative |
| Angola              | Malanje                 | Lycée Eiffel de Malanje                                    | 139      | 2009 (2010)  | Action de coopération éducative |
| Angola              | N'Dalantando            | Lycée Eiffel de N’Dalatando                                | 146      | 2009 (2010)  | Action de coopération éducative |
| Angola              | Ondjiva                 | Lycée Eiffel d’Ondjiva                                     | 150      | 2009 (2010)  | Action de coopération éducative |
| Arabie saoudite     | Al Khobar               | Lycée français Mlf d’Al-Khobar                             | 600      | 1983 (2007)  | Établissement partenaire        |
| Arabie saoudite     | Djeddah                 | Ecole française internationale de Djeddah                  | 985      | 1966 (2009)  | Établissement partenaire        |
| Azerbaïdjan         | Bakou                   | Lycée Français de Bakou – LFB                              | 206      | 2013 (2013)  | Établissement partenaire        |
| Bahreïn             | Muharraq                | Lycée français – Mlf de Bahreïn                            | 543      | 1976 (2009)  | Établissement Mlf               |
| Bulgarie            | Varna                   | Lycée français international de Varna                      | 271      | 2009 (2010)  | Établissement partenaire        |
| Cameroun            | Limbé                   | École SONARA                                               | 1013     | 1980 (1980)  | École d'entreprise              |
| Canada              | Toronto                 | TFS - École internationale du Canada                       | 1532     | 1962 (2012)  | Établissement partenaire        |
| Chine               | Shanghaï                | Enseignement Français Chinois Phoenix                      | 6        | 2009 (2010)  | Établissement partenaire        |
| Chine               | Wuhan                   | École française internationale de Wuhan                    | 21       | 1992 (1992)  | École d'entreprise              |
| Rép. Dém. du Congo  | Lubumbashi              | Établissement scolaire français Blaise Pascal              | 612      | 2009 (2009)  | Établissement partenaire        |
| Rép. Dém. du Congo  | Muanda                  | École primaire française Mlf - Perenco                     | 74       | 2017 (2017)  | École d'entreprise              |
| Corée du Sud        | Sacheon                 | École Mlf - Airbus                                         | 3        | 2016 (2016)  | École d'entreprise              |
| Corée du Sud        | Séoul                   | Lycée international Xavier                                 | 221      | 2002 (2012)  | Établissement partenaire        |
| Côte d'Ivoire       | Abidjan                 | Grain de soleil                                            | 379      | 2005 (2021)  | Établissement partenaire        |
| Côte d'Ivoire       | Abidjan                 | Le Nid de Cocody                                           | 319      | 1967 (2022)  | Action de coopération éducative |
| Côte d'Ivoire       | Abidjan                 | Lycée international Jean-Mermoz                            | 2 417    | 2014 (2014)  | Établissement Mlci              |
| Côte d'Ivoire       | Abidjan                 | Groupe scolaire André-Malraux                              | 83       | 1989 (2023)  | Action de coopération éducative |
| Cuba                | Cayo Coco               | École Mlf-Bouygues                                         | 23       | 2016 (2016)  | École d'entreprise              |
| Égypte              | Alexandrie              | Lycée français – Mlf d’Alexandrie                          | 922      | 1912 (2006)  | Établissement Mlf               |
| Égypte              | Le Caire                | Lycée français Simone de Beauvoir                          | 325      | 2002 (2007)  | Établissement partenaire        |
| Égypte              | Le Caire                | Lycée international Honoré de Balzac                       | 1 800    | 2001 (2006)  | Établissement partenaire        |
| Égypte              | Le Caire                | Section française de la MISR Language School - Mlf         | 1 049    | 2002 (2002)  | Établissement partenaire        |
| Émirats arabes unis | Abou Dabi               | Lycée français Théodore Monod                              | 1 530    | 2003 (2003)  | Établissement partenaire        |
| Émirats arabes unis | Dubaï                   | Filière française de l’International Concept for Education | 530      | 2013 (2013)  | Établissement partenaire        |
| Émirats arabes unis | Dubaï                   | Lycée français international de l’AFLEC                    | 3 032    | 2002 (2003)  | Établissement partenaire        |
| Espagne             | Alicante                | Lycée français - Mlf - Pierre Deschamps                    | 1 409    | 1962 (1972)  | Établissement Mlf               |
| Espagne             | Telde                   | Lycée français - Mlf - René Verneau                        | 315      | 1974 (1986)  | Établissement Mlf               |
| Espagne             | Murcie                  | Lycée français international André-Malraux                 | 512      | 1987 (1987)  | Établissement Mlf               |
| Espagne             | Palma de Majorque       | Lycée Français International de Palma – Mlf                | 655      | 1970 (2008)  | Établissement Mlf               |
| Espagne             | Reus                    | Collège français int. de Reús Marguerite Yourcenar         | 295      | 1988 (2010)  | Établissement partenaire        |
| Espagne             | Santa Cruz de Tenerife  | Lycée français int. de Tenerife Jules-Verne                | 543      | 1999 (1999)  | Établissement Mlf               |
| Espagne             | Saragosse               | Lycée Molière Saragosse – Mlf                              | 974      | 1972 (1977)  | Établissement Mlf               |
| Espagne             | Séville                 | Lycée français international de Séville                    | 319      | 2008 (2008)  | Établissement Mlf               |
| Espagne             | Valladolid              | Lycée français de Castilla y León - Mlf                    | 355      | 1980 (1992)  | Établissement Mlf               |
| Espagne             | Villanueva de la Cañada | Lycée Molière Villanueva de la Cañada – Mlf                | 691      | 1973 (1986)  | Établissement Mlf               |
| États-Unis          | Atlanta                 | École internationale (AIS)                                 | 139      | 1984 (2011)  | Établissement partenaire        |
| États-Unis          | Austin                  | Austin International School - Mlf                          | 179      | 2001 (2004)  | Établissement partenaire        |
| États-Unis          | Boca Raton              | The French Int. School of Boca Raton Le Petit Prince       | 85       | 2012 (2016)  | Action de coopération éducative |
| États-Unis          | Boston                  | Lycée international de Boston                              | 563      | 1962 (2007)  | Établissement partenaire        |
| États-Unis          | Chicago                 | École franco-américaine de Chicago (EFAC)                  | 111      | 1981 (2008)  | Établissement partenaire        |
| États-Unis          | Dallas                  | Dallas International School                                | 639      | 1984 (1991)  | Établissement Mlf               |
| États-Unis          | Houston                 | Section française d’Awty Int. School                       | 533      | 1978 (1978)  | Établissement partenaire        |
| États-Unis          | La Nouvelle Orléans     | École bilingue de La Nouvelle-Orléans                      | 409      | 1998 (2014)  | Établissement partenaire        |
| États-Unis          | Los Angeles             | Lycée international de Los Angeles (LILA)                  | 1 089    | 1978 (2005)  | Établissement partenaire        |
| États-Unis          | New York                | The École                                                  | 321      | 2009 (2010)  | Établissement partenaire        |
| États-Unis          | New York                | École internationale de Brooklyn                           | 207      | 2005 (2009)  | Établissement partenaire        |
| États-Unis          | New York                | École internationale des Nations unies (UNIS)              | 50       | 1949 (2012)  | Établissement partenaire        |
| États-Unis          | Norfolk                 | École franco-américaine de Norfolk (EFAN)                  | 40       | 20110 (2010) | Établissement partenaire        |
| États-Unis          | Palo Alto               | Silicon Valley International School                        | 700      | 1979 (2006)  | Établissement partenaire        |
| États-Unis          | Portland                | Ecole française internationale de l’Oregon                 | 536      | 1979 (2006)  | Établissement partenaire        |
| États-Unis          | Providence              | École franco-américaine de Rhode Island                    | 179      | 1994 (2015)  | Établissement partenaire        |
| États-Unis          | San Diego               | Ecole franco-américaine San Diego                          | 371      | 1988 (2006)  | Établissement partenaire        |
| États-Unis          | San Francisco           | Lycée international franco-américain (LIFA)                | 789      | 1962 (2006)  | Établissement partenaire        |
| États-Unis          | Seattle                 | École franco-américaine du Puget Sound                     | 455      | 1995 (2007)  | Établissement partenaire        |
| États-Unis          | Seattle                 | North Seattle French School - École bilingue de Seattle    |          | 2012 (2017)  | Action de coopération éducative |
| États-Unis          | South Freeport          | École française du Maine                                   | 71       | 2002 (2007)  | Établissement partenaire        |
| Éthiopie            | Addis-Abeba             | Lycée franco-éthiopien Guébré-Mariam - Mlf                 | 1 780    | 1947 (1947)  | Établissement Mlf               |
| Finlande            | Rauma                   | École Areva - Mlf                                          | 17       | 2005 (2005)  | École d'entreprise              |
| Gabon               | Franceville             | École Publique Conventionnée                               | 72       | 1981 (2016)  | Établissement partenaire        |
| Gabon               | Libreville              | École Publique Conventionnée des Charbonnages              | 496      | 1975 (2015)  | Établissement partenaire        |
| Gabon               | Libreville              | École Publique Conventionnée Gros Bouquet I                | 533      | 1976 (2016)  | Établissement partenaire        |
| Gabon               | Libreville              | École Publique Conventionnée Gros Bouquet II               | 509      | 1975 (2016)  | Établissement partenaire        |
| Gabon               | Libreville              | Lycée national Léon M’Ba                                   |          | 1991 (2010)  | Action de coopération éducative |
| Gabon               | Moanda                  | École primaire - Mlf Comilog                               | 842      | 1962 (1982)  | École d'entreprise              |
| Gabon               | Moanda                  | Lycée Henri Sylvoz                                         | 630      | 1962 (1984)  | École d'entreprise              |
| Gabon               | Owendo                  | École Publique Conventionnée d’Owendo                      | 360      | 1978 (2016)  | Établissement partenaire        |
| Gabon               | Port-Gentil             | Ecole Publique Conventionnée – Port-Gentil                 | 420      | 1979 (2015)  | Établissement partenaire        |
| Grèce               | Thessalonique           | École française - Mlf                                      | 95       | 1906 (1906)  | Établissement Mlf               |
| Guinée équatoriale  | Bata                    | École française de Bata Mlf - Sogéa - Satom                | 59       | 2011 (2011)  | École d'entreprise              |
| Haïti               | Jacmel                  | Centre Alcibiade-Pommayrac                                 | 852      | 1976 (1980)  | Action de coopération éducative |
| Inde                | Ahmedabad               | Mahatma Gandhi International School                        | 20       | 1998 (2012)  | Action de coopération éducative |
| Inde                | Chennai                 | École Mlf - Renau                                          | 23       | 2007 (2007)  | École d'entreprise              |
| Italie              | Florence                | École française de Florence – Mlf Lycée Victor Hugo        | 465      | 1976 (2007)  | Établissement Mlf               |
| Kazakhstan          | Astana                  | Section française de l’École int. MIRAS                    | 38       | 2011 (2011)  | Établissement partenaire        |
| Liban               | Beit Chabab             | Lycée Montaigne                                            | 1 060    | 2012 (2012)  | Établissement partenaire        |
| Liban               | Beyrouth                | Lycée français international Elite                         | 586      | 1983 (2003)  | Établissement partenaire Aflec  |
| Liban               | Beyrouth                | Grand Lycée franco-libanais - Achrafieh                    | 2 781    | 1909 (1909)  | Établissement Mlf               |
| Liban               | Beyrouth                | Lycée Abdel-Kader                                          | 1 405    | 1910 (1985)  | Établissement partenaire        |
| Liban               | Beyrouth                | Lycée franco-libanais Mlf Verdun – Beyrouth                | 1 140    | 1951 (1985)  | Établissement Mlf               |
| Liban               | Halba Akkar             | Lycée Abdallah Rassi - Mlf                                 | 307      | 1988 (1993)  | Établissement partenaire        |
| Liban               | Jounieh                 | Lycée franco-libanais Nahr-Ibrahim                         | 1 051    | 1992 (1992)  | Établissement Mlf               |
| Liban               | Nabatieh                | Lycée franco-libanais Habbouche-Nabatieh                   | 716      | 1997 (1997)  | Établissement Mlf               |
| Liban               | Tripoli                 | Lycée franco-libanais Mlf Alphonse de Lamartine – Tripoli  | 861      | 1973 (1973)  | Établissement Mlf               |
| Liban               | Tyr                     | Lycée français international Elite– Tyr                    | 397      | 2002 (2003)  | Établissement partenaire Aflec  |
| Maroc               | Agadir                  | Lycée Français International d’Agadir – OSUI               | 1 365    | 1997 (1997)  | Établissement Osui              |
| Maroc               | Casablanca              | Lycée français international Louis-Massignon               | 4 380    | 1996 (1996)  | Établissement Osui              |
| Maroc               | Dakhla                  | École OSUI Odette du Puigaudeau                            | 263      | 2012 (2012)  | Établissement Osui              |
| Maroc               | El Jadida               | Lycée OSUI Jean-Charcot                                    | 604      | 1997 (1997)  | Établissement Osui              |
| Maroc               | Essaouira               | Groupe scolaire OSUI Éric-Tabarly                          | 85       | 2006 (2006)  | Établissement Osui              |
| Maroc               | Laâyoune                | École OSUI Paul-Pascon                                     | 260      | 2012 (2012)  | Établissement Osui              |
| Maroc               | Marrakech               | Groupe scolaire OSUI Jacques-Majorelle                     | 604      | 2004 (2004)  | Établissement Osui              |
| Maroc               | Oujda                   | Lycée Français International d’Oujda SandrinéO             | 344      | 2014 (2016)  | Action de coopération éducative |
| Maroc               | Rabat                   | Université internationale de Rabat (UIR)                   |          | 2010 (2010)  | Action de coopération éducative |
| Maroc               | Rabat                   | Lycée OSUI André-Malraux                                   | 2 018    | 1997 (1997)  | Établissement Osui              |
| Maroc               | Tanger                  | Groupe scolaire OSUI Le Détroit                            | 888      | 2010 (2010)  | Établissement Osui              |
| Royaume-Uni         | Aberdeen                | École d’entreprise Total                                   | 34       | 1973 (1973)  | École d'entreprise              |
| Royaume-Uni         | Londres                 | École internationale franco-anglaise                       | 228      | 2012 (2012)  | Établissement partenaire        |
| Turkménistan        | Achgabat                | École française Mlf Bouygues                               | 18       | 2009 (2009)  | École d'entreprise              |

## Galerie

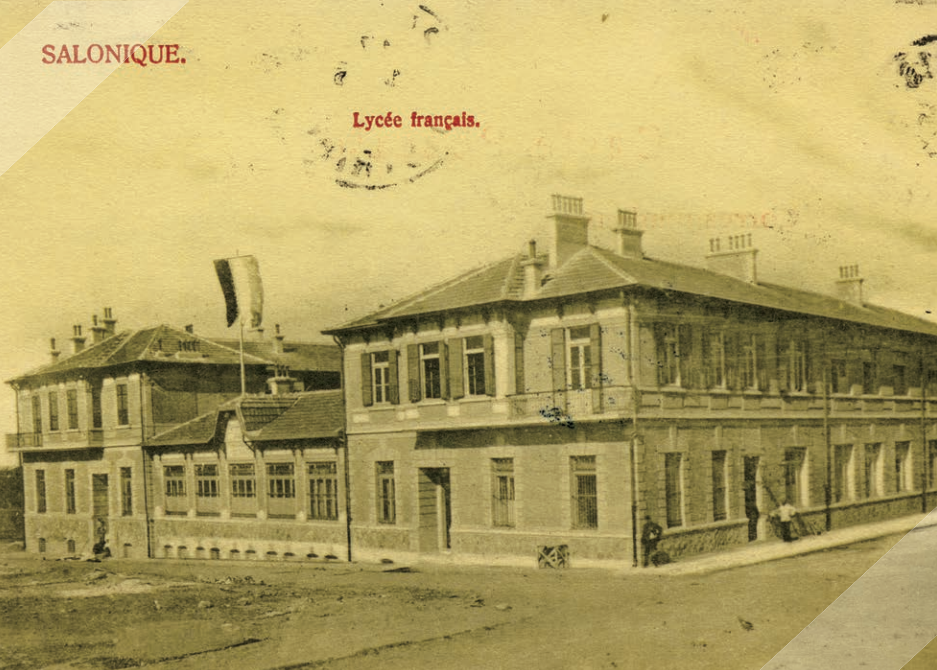
Le Lycée français de Salonique en 1912
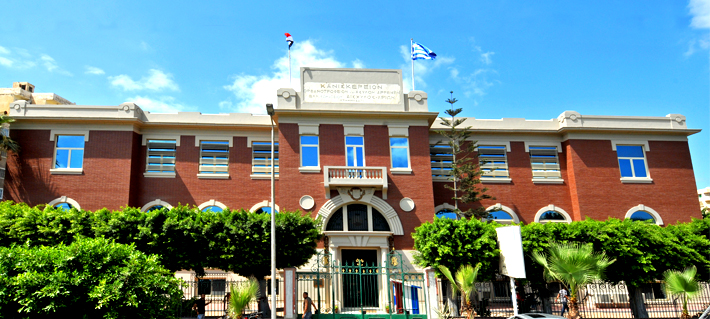
Le Lycée français d'Alexandrie
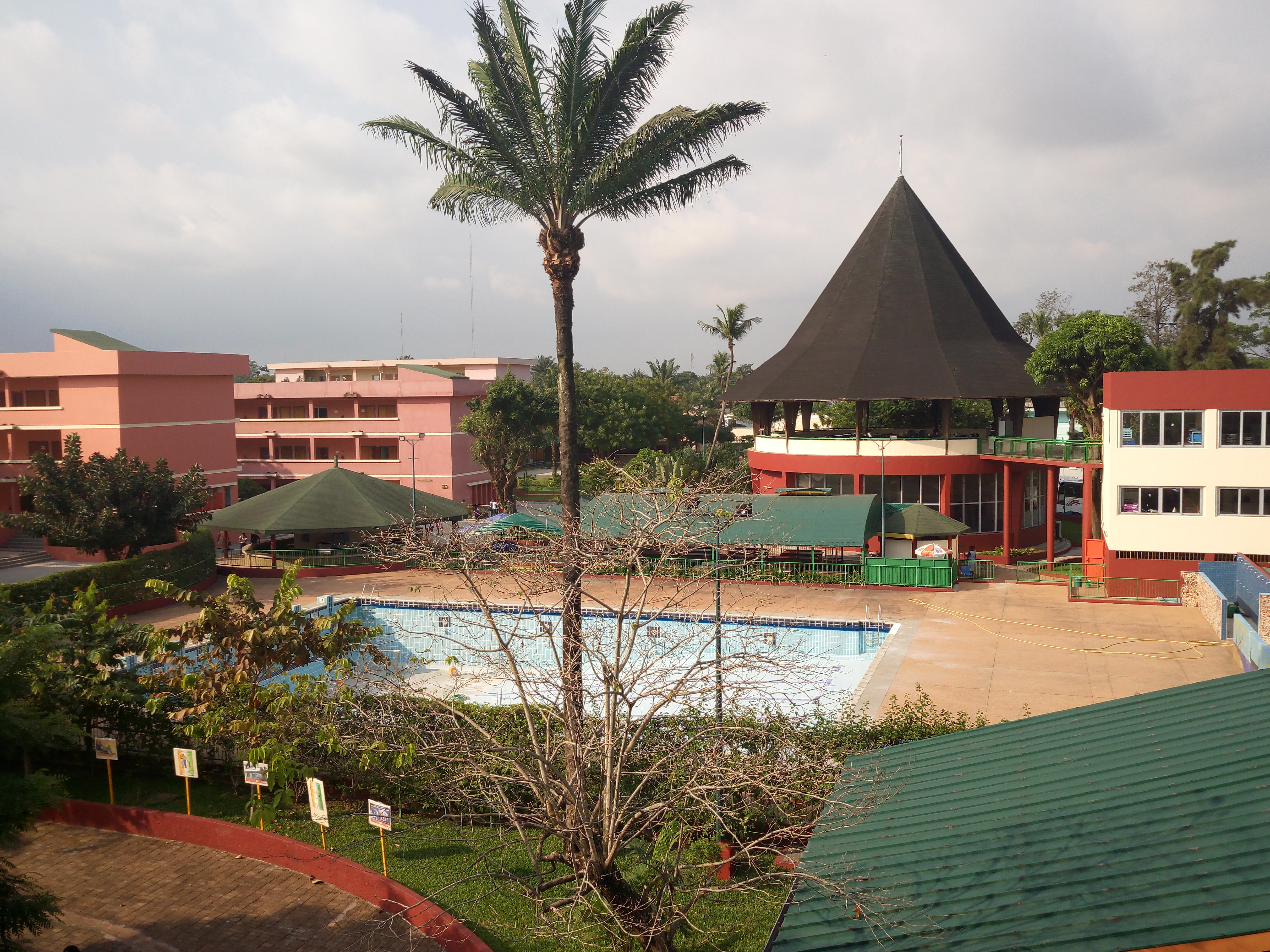
Le Lycée international Jean-Mermoz d'Abidjan
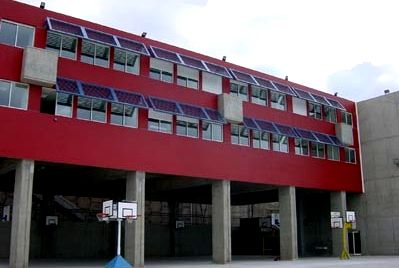
Le Lycée franco-libanais Nahr-Ibrahim de Jounieh
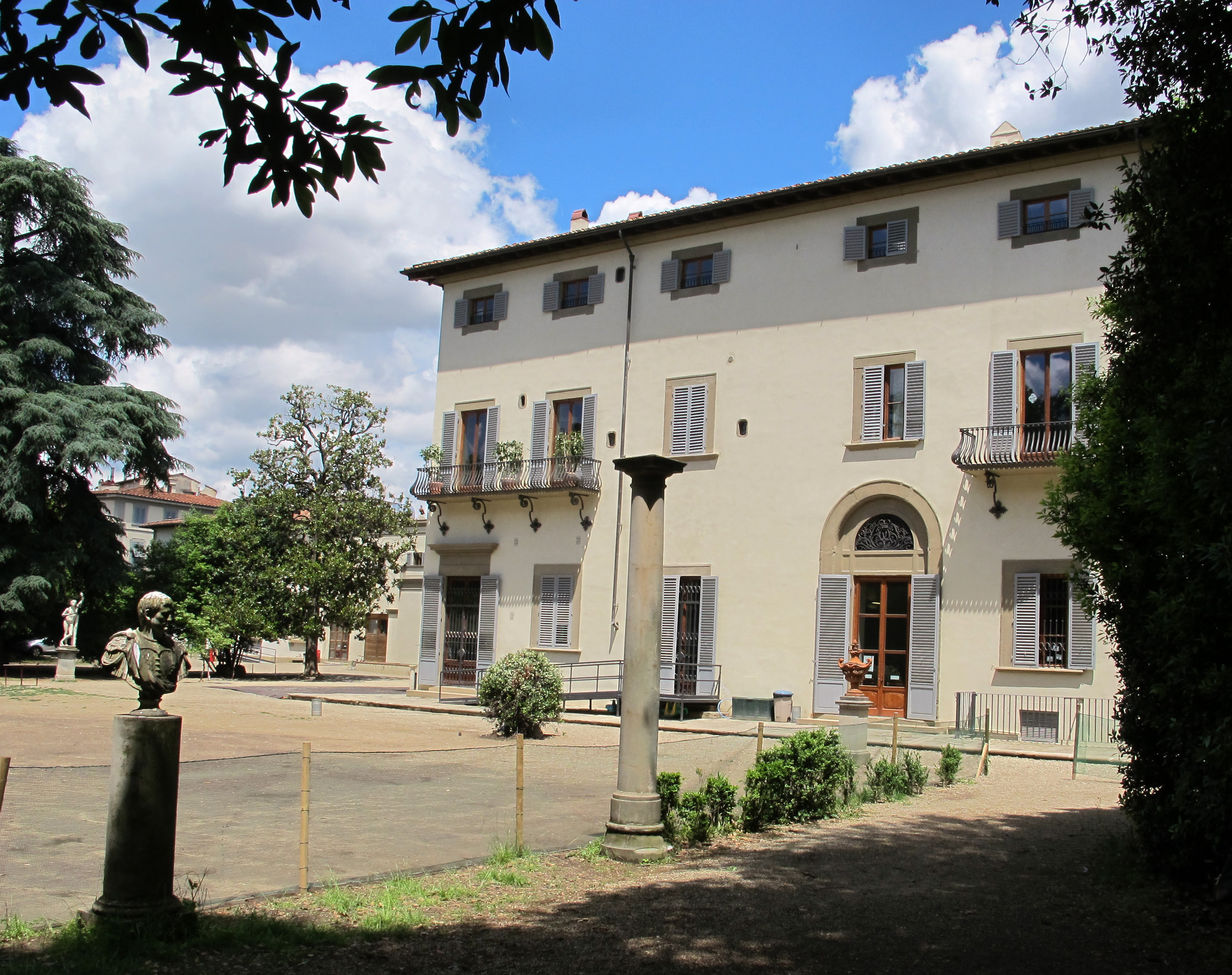
Le Lycée Victor Hugo de Florence
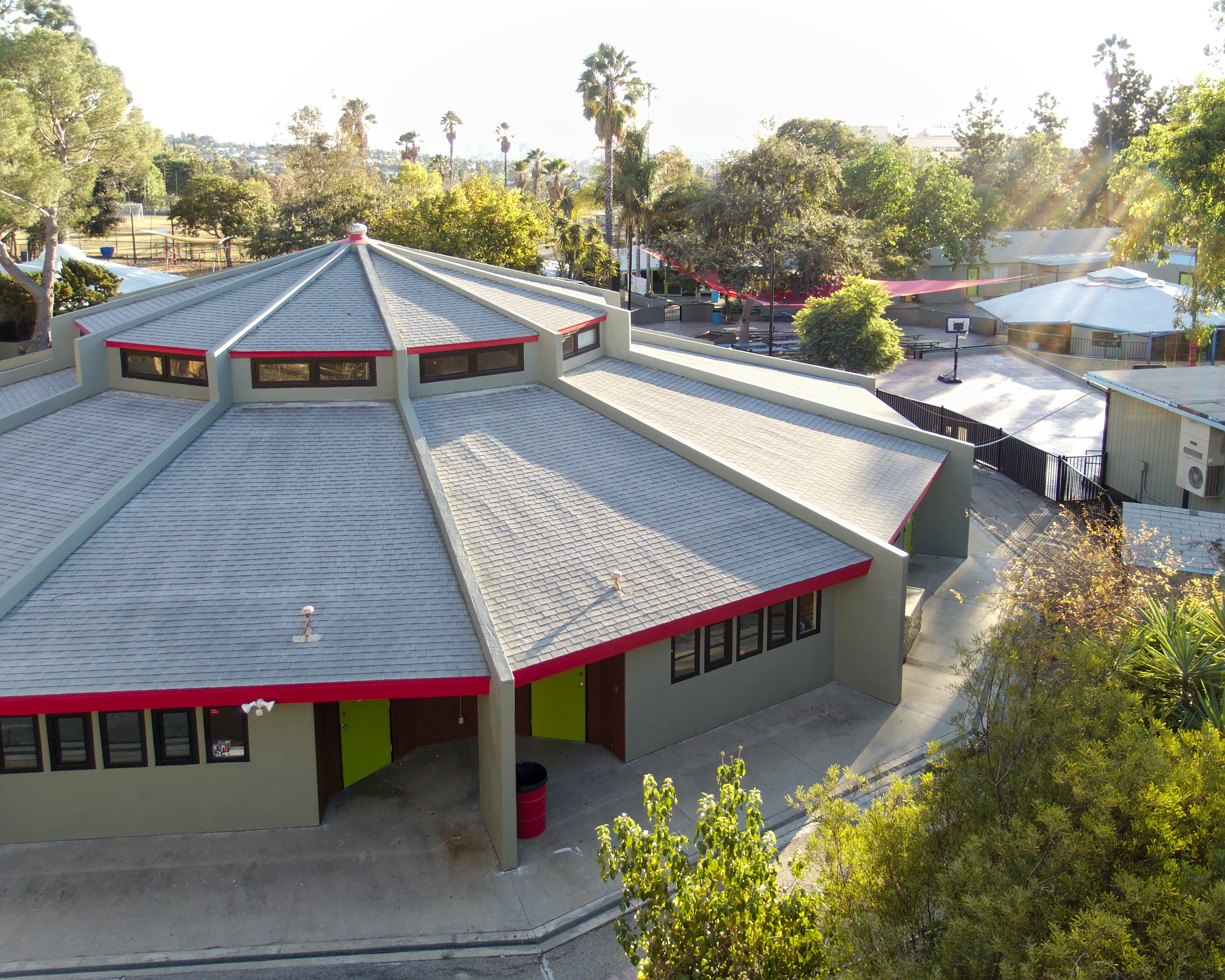
Le Lycée international de Los Angeles

### Ouvrage utilisé dans la rédaction de l’article
- Jean-Christophe Deberre (directeur de publication), Michel Bur (directeur de la rédaction), Aude Buclon (coordination) et Alexis Oukkal (conception et réalisation graphique), Annuaire des établissements du réseau de la Mission laïque française OSUI 2017-2018, Mission laïque française, 2017, 164 p. (ISSN 2260-8605, lire en ligne [PDF]).

### Autres ouvrages proches du sujet
- Jean-Christophe Deberre (directeur de publication), l’ensemble des services de la Mission laïque française (réalisation générale), Corinne Bajon, Aude Buclon (coordination) et Alexis Oukkal (conception et réalisation graphiques), Rapport d'activité des associations composant le réseau mlfmonde (Mlf, OSUI, MLCI) pour l’année scolaire 2016/2017, Mission laïque française, 2018, 130 p. (lire en ligne [PDF]).
- André Thévenin, La Mission laïque française à travers son histoire : 1902-2002, Paris, Mission laïque française, septembre 2002, 239 p. (lire en ligne [PDF]).
- Catherine Mayeur-Jaouen, « Thévenin (André). – La Mission laïque française à travers son histoire 1902-2002 », Histoire de l’éducation, vol. 105,‎ 2005, p. 98-101 (lire en ligne, consulté le 18 mai 2018).